# He Loves Me
He Loves Me je řecko-britský hraný film z roku 2018, který režíroval Konstantinos Menelaou podle vlastního scénáře. Snímek měl premiéru 25. února 2018.

## Děj
Dva partneři odjíždějí na dovolenou k moři, aby se pokusili urovnat svůj vztah.

## Obsazení
| Hermes Pittakos |          |
| Sanuye Shoteka  |          |
| Thanos Lekkas   | vypravěč |